# Janowo (powiat kwidzyński)

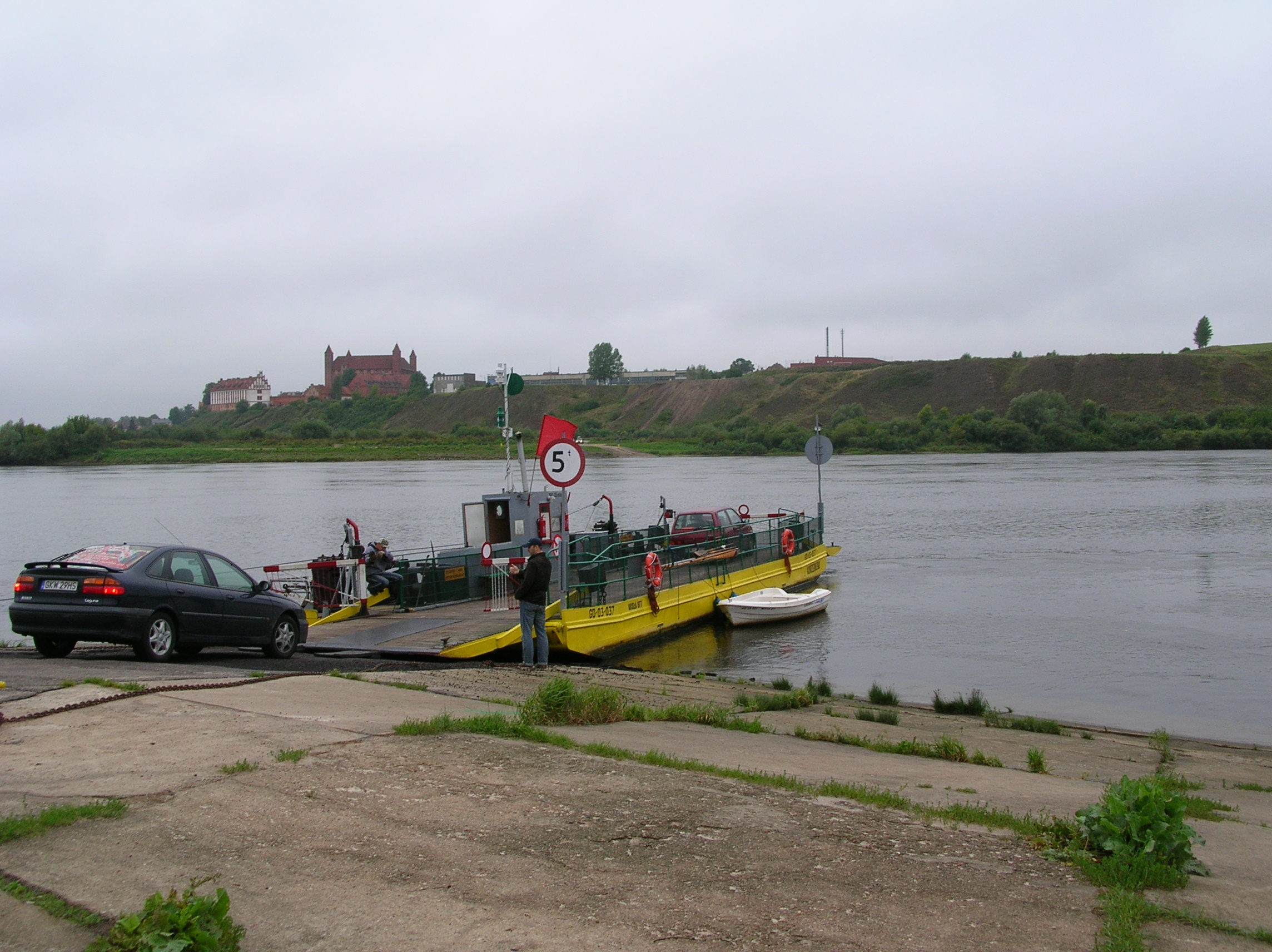
Prom na Wiśle w Janowie, w tle zamek w Gniewie

Janowo (niem. Johannisdorf) – wieś w Polsce położona w województwie pomorskim, w powiecie kwidzyńskim, w gminie Kwidzyn przy skrzyżowaniu dróg wojewódzkich nr 518 i 525.
Do 1954 roku miejscowość była siedzibą gminy Janowo. W latach 1954–1971 wieś należała i była siedzibą władz gromady Janowo, po jej zniesieniu w gromadzie Korzeniewo. W latach 1975–1998 należała administracyjnie do województwa elbląskiego.
We wsi znajdowała się przeprawa promowa na trasie Kwidzyn – Gniew.

## Historia
W 1901 r. zbudowano przez wieś wąskotorową linię kolejową, łączącą stolicę powiatu – Kwidzyn – z Gniewem po zachodniej stronie Wisły. Została ona zlikwidowana skutek przecięcia przez granicę polsko-niemiecką w r. 1920.
W 1920 roku podczas plebiscytu na Powiślu wysoki procent miejscowej ludności opowiedział się za Polską. Janowo (48% głosów polskich) wraz z paroma okolicznymi wioskami wchodzącymi w skład dzisiejszego sołectwa (Bursztych, Kramrowo, Nowe Lignowy i Pólko Małe) zostało przyznane Polsce i stworzyło enklawę na wschodnim brzegu Wisły, potocznie nazywaną Małą Polską (do Polski należał także mały prawobrzeżny skrawek obszaru naprzeciw Kuchni). Granica polsko-niemiecka przebiegała zaledwie 1,5 km na wschód od wsi. Specyfikę tę utrzymano nawet po wojnie, kiedy z trzech gromad (Bursztych, Janowo i Małe Pólko) utworzono gminę Janowo, która pomimo braku łączności lądowej (brak mostu przez Wisłę) należała do lewobrzeżnego powiatu tczewskiego, a nie do komunikacyjnie bardziej dogodnego powiatu kwidzyńskiego.
W okresie międzywojennym ulokowana była tu placówka Straży Celnej „Janowo”.
W sierpniu 1939 roku do Janowa zostały symbolicznie skierowane dwa plutony wojska (jeden z armii czynnej i drugi z formacji Obrony Narodowej). Po wysadzeniu przez wojsko polskie mostów tczewskich i stoczeniu krótkiej walki obronnej oddziały polskie zostały ewakuowane na zachodni brzeg Wisły. Niemcy po wkroczeniu do Janowa rozstrzelali 13 Polaków (wśród nich działaczy plebiscytowych). Na cmentarzu w Janowie znajduje się symboliczna mogiła poświęcona ofiarom zbrodni.

## Zabytki
Według rejestru zabytków NID na listę zabytków wpisane są:
- kościół pw. św. Jana Chrzciciela, 1867–1872, nr rej.: 332/94 z 14.02.1994
- cmentarz przykościelny, nr rej.: j.w.
- brama, nr rej.: j.w.

Kościół z końca XIX w. został zbudowany w stylu neogotyckim, z wieżyczką nadwieszoną nad fasadą.

## Urodzeni w Janowie
- Teofil Kuczyński